# فيلاسكوزا دي روا
بلدية فيلاسكوزا دي روا (بالإسبانية: Villaescusa de Roa)‏, هي إحدى بلديات مقاطعة برغش, التي تقع في منطقة قشتالة وليون, والتي تقع في شمال غرب إسبانيا.
يبلغ عدد سكانها 173 نسمة وفقاً لإحصائية سنة (2002).